# مارك أندريا هوسلر
مارك اندريا هوسلر (بالانجليزية: Marc-Andrea Hüsler) هو لاعب تنس سويسري محترف. حصل في التصنيف الفردي على المرتبة رقم 64 عالميا من طرف رابطة محترفي التنس، والذي تم تحقيقه في 3 أكتوبر 2022. في صنف الزوجي حصل على المرتبة رقم 132 في الترتيب العالمي وذلك في 25 أكتوبر 2021. وهو حاليًا اللاعب رقم 1 في سويسرا.

## لائحة المراجع
1. ↑  "Marc-Andrea Huesler | Overview | ATP Tour | Tennis". ATP Tour. مؤرشف من الأصل في 2022-11-11. اطلع عليه بتاريخ 2022-10-19.